# Nathan Mitchell
Nathan Mitchell, né le 6 décembre 1988 à Mississauga (Ontario), est un acteur canadien. Il est surtout connu pour son rôle d' Earving / Black Noir et Black Noir II dans la série The Boys, basée sur la série de bandes dessinées du même nom.

## Biographie
Mitchell est né à Mississauga, en Ontario. Il est d'origine trinidadienne et jamaïcaine.

## Carrière
Mitchell a fait ses débuts en 2007 avec un rôle récurrent dans la série Aliens in America. Il est apparu dans Arrow, The Tomorrow People, Timeless, iZombie et Supernatural. Mitchell est également apparu dans le film Scorched Earth de 2018 et dans la série Netflix Ginny et Georgia.
En 2019, Mitchell a joué dans The Boys dans le rôle de Black Noir. Sa grave allergie aux noix a été incorporée de manière créative dans Black Noir en tant que type de kryptonite plutôt unique pour le personnage. Dans la quatrième saison, Mitchell incarne également un deuxième Black Noir après la mort du premier dans la troisième saison.

## Filmographie

### Cinéma
- 2017 : The Marine 5: Battleground : Cole (Direct-to-video)
- 2018 : Scorched Earth : Zee

### Télévision

#### Séries télévisées
- 2007 : Aliens in America : Jeffrey (rôle récurrent, 3 épisodes)
- 2010 : Flashpoint : Sidney (épisode : « Follow the Leader »)
- 2010 : Covert Affairs : Tommy (épisode : « Tommy »)
- 2010 : Les Aventuriers de Smithson High : Greg (épisode : « Maximum Insecurity »)
- 2010–2011 : Indie à tout prix : Teach (2 épisodes)
- 2011 : Falling Skies : Parker (épisode : « Sanctuary: Part 1 »)
- 2013–2014 : The Tomorrow People : Ultra Agent n°1 (2 épisodes)
- 2014 : The Lottery : Barman (épisode : « Pilot »)
- 2014 : Cedar Cove : Tom (2 épisodes)
- 2014 : Rush : Officier Harwood (épisode : « Where Is My Mind? »)
- 2014 : Arrow : Isaac Stanzler (2 épisodes)
- 2015–2016 : Motive : Russell Bowman / Phil (2 épisodes)
- 2016 : Electra Woman and Dyna Girl : Stroker (épisode 1.1)
- 2016 : Timeless : Jay (épisode : « The Watergate Tape »)
- 2016–2017 : iZombie : Mercenaire chantant (invité, saison 2 ; rôle récurrent, saison 3 ; 5 épisodes)
- 2017 : Supernatural : Kelvin (2 épisodes)
- 2017 : Rogue : Coyle (épisode : « A Good Leaving Alone »)
- 2019–présent : The Boys : Earving / Black Noir (saisons 1-3), Black Noir II (saison 4) (rôle principal)
- 2021–présent : Ginny & Georgia : Zion Miller (rôle récurrent)

#### Téléfilms
- 2016 : The Real MVP: The Wanda Durant Story : Reggie
- 2016 : Twist of Fate : Zack
- 2016 : Newlywed and Dead : Trooper
- 2017 : Psych: The Movie : Black Gentleman Ninja
- 2017 : Doomsday : Richard